# Boksen op de Europese Spelen 2015
Boksen is een van de sporten die beoefend werden tijdens de Europese Spelen 2015 in Bakoe, Azerbeidzjan. Het toernooi begon op dinsdag 16 juni en eindigde op zaterdag 27 juni. De finalisten plus de winnaar van de bronzen medaille die was verslagen door de latere kampioen plaatsten zich voor de wereldkampioenschappen van later dat jaar in Doha, Qatar. Aan het toernooi deden 212 mannen en 67 vrouwen mee.

## Programma
|  | Voorrondes | ● | Finales |

| vr 12 | za 13 | zo 14 | ma 15 | di 16 | wo 17 | do 18 | vr 19 | za 20 | zo 21 | ma 22 | di 23 | wo 24 | do 25 | vr 26 | za 27 | zo 28 | Totaal |
| ----- | ----- | ----- | ----- | ----- | ----- | ----- | ----- | ----- | ----- | ----- | ----- | ----- | ----- | ----- | ----- | ----- | ------ |
|       |       |       |       |       |       |       |       |       |       |       |       |       | 5     | 5     | 5     |       | 15     |

## Medailles

### Mannen
| Gewichtsklasse            | Goud                  | Zilver                | Brons                 |
| ------------------------- | --------------------- | --------------------- | --------------------- |
| Lichtvlieggewicht – 49 kg | Bator Sagalujev       | Brendan Irvine        | Muhammed Ünlü         |
| Lichtvlieggewicht – 49 kg | Bator Sagalujev       | Brendan Irvine        | Dmytro Samotajev      |
| Vlieggewicht – 52 kg      | Elvin Məmişzadə       | Vincenzo Picardi      | Hamza Touba           |
| Vlieggewicht – 52 kg      | Elvin Məmişzadə       | Vincenzo Picardi      | Viliam Tankó          |
| Bantamgewicht – 56 kg     | Bachtowar Nasirov     | Dsmitryj Assanau      | Qais Ashfaq           |
| Bantamgewicht – 56 kg     | Bachtowar Nasirov     | Dsmitryj Assanau      | Tayfur Əliyev         |
| Lichtgewicht – 60 kg      | Albert Səlimov        | Sofiane Oumiha        | Sean McComb           |
| Lichtgewicht – 60 kg      | Albert Səlimov        | Sofiane Oumiha        | Mateusz Polski        |
| Halfweltergewicht – 64 kg | Kollazo Sotomayor     | Vincenzo Mangiacapre  | Kastriot Sopa         |
| Halfweltergewicht – 64 kg | Kollazo Sotomayor     | Vincenzo Mangiacapre  | Viktor Petrov         |
| Weltergewicht – 69 kg     | Pərviz Bağırov        | Alexander Bespoetin   | Josh Kelly            |
| Weltergewicht – 69 kg     | Pərviz Bağırov        | Alexander Bespoetin   | Jaroslav Samofalov    |
| Middengewicht – 75 kg     | Michael O’Reilly      | Xaybula Musalov       | Zoltán Harcsa         |
| Middengewicht – 75 kg     | Michael O’Reilly      | Xaybula Musalov       | Maxim Koptjakov       |
| Halfzwaargewicht – 81 kg  | Teymur Məmmədov       | Valentino Manfredonia | Pavel Siljagin        |
| Halfzwaargewicht – 81 kg  | Teymur Məmmədov       | Valentino Manfredonia | Olexander Chyschnjak  |
| Zwaargewicht – 91 kg      | Abdulqədir Abdullayev | Hevorh Manukjan       | Josip Filipi          |
| Zwaargewicht – 91 kg      | Abdulqədir Abdullayev | Hevorh Manukjan       | Sadam Magomedov       |
| Superzwaargewicht + 91 kg | Joseph Joyce          | Gassan Gimbatov       | Məhəmmədrəsul Məcidov |
| Superzwaargewicht + 91 kg | Joseph Joyce          | Gassan Gimbatov       | Tony Yoka             |

### Vrouwen
| Gewichtsklasse            | Goud                  | Zilver            | Brons             |
| ------------------------- | --------------------- | ----------------- | ----------------- |
| Vlieggewicht – 51 kg      | Nicola Adams          | Sandra Drabik     | Elif Coşkun       |
| Vlieggewicht – 51 kg      | Nicola Adams          | Sandra Drabik     | Sajana Sagatajeva |
| Bantamgewicht – 54 kg     | Jelena Saveljeva      | Marzia Davide     | Anna Əlimərdanova |
| Bantamgewicht – 54 kg     | Jelena Saveljeva      | Marzia Davide     | Azize Nimani      |
| Halfweltergewicht – 60 kg | Katie Taylor          | Estelle Mossely   | Yana Alekseyevna  |
| Halfweltergewicht – 60 kg | Katie Taylor          | Estelle Mossely   | Tasheena Bugar    |
| Weltergewicht – 64 kg     | Anastassija Beljakova | Valentina Alberti | Sandy Ryan        |
| Weltergewicht – 64 kg     | Anastassija Beljakova | Valentina Alberti | Aneta Rygielska   |
| Halfzwaargewicht – 75 kg  | Nouchka Fontijn       | Anna Laurell Nash | Sarah Scheurich   |
| Halfzwaargewicht – 75 kg  | Nouchka Fontijn       | Anna Laurell Nash | Lidia Fidura      |

## Medailleklassement
| Plaats | Land             | Goud | Zilver | Brons | Totaal |
| 1      | Azerbeidzjan     | 6    | 1      | 4     | 11     |
| 2      | Rusland          | 4    | 2      | 4     | 10     |
| 3      | Ierland          | 2    | 1      | 1     | 4      |
| 4      | Groot-Brittannië | 2    | 0      | 3     | 5      |
| 5      | Nederland        | 1    | 0      | 0     | 1      |
| 6      | Italië           | 0    | 5      | 0     | 5      |
| 7      | Frankrijk        | 0    | 2      | 1     | 3      |
| 8      | Oekraïne         | 0    | 1      | 4     | 5      |
| 9      | Polen            | 0    | 1      | 3     | 4      |
| 10     | Zweden           | 0    | 1      | 0     | 1      |
| 10     | Wit-Rusland      | 0    | 1      | 0     | 1      |
| 12     | Duitsland        | 0    | 0      | 5     | 5      |
| 13     | Turkije          | 0    | 0      | 2     | 2      |
| 14     | Kroatië          | 0    | 0      | 1     | 1      |
| 14     | Slowakije        | 0    | 0      | 1     | 1      |
| 14     | Hongarije        | 0    | 0      | 1     | 1      |
| Totaal | Totaal           | 15   | 15     | 30    | 60     |

Atletiek · Badminton · Basketbal · Boksen · Boogschieten · Gymnastiek · Judo · Kanovaren · Karate · Sambo · Schermen · Schietsport · Schoonspringen · Strandvoetbal · Synchroonzwemmen · Taekwondo · Tafeltennis · Triatlon · Volleybal · Waterpolo · Wielersport · Worstelen · Zwemmen